# Verónica Romero
Verónica Romero Sotoca (Elche, Alicante, 18 de julio de 1978), conocida simplemente como Verónica Romero, es una cantante, compositora y actriz española. Saltó a la fama como finalista en la primera edición del reality musical Operación triunfo 2001 y lanzó su álbum debut en 2002. Su carrera se ha desarrollado en España, Reino Unido, Estados Unidos, Australia y San Marino.

## Carrera musical

### Juventud e inicios
Es la menor de tres hermanos. Verónica Romero es una gran amante de la música y el deporte. Desde pequeña ha practicado gimnasia deportiva y en su juventud fue monitora de  aeróbic. Posteriormente estudió técnica vocal con una profesora de canto lírico y aprendió a tocar la flauta travesera. Formó parte del grupo Heráldica, en el que cantaba y tocaba el mencionado instrumento. También formó parte del grupo Doc Holiday.

### 2001-2002: Salto a la fama
El 22 de octubre de 2001, Romero, con veintitrés años, hizo su primera aparición pública en la primera gala del concurso musical Operación Triunfo 2001 (a menudo abreviado OT). El 11 de febrero de 2002 quedó en sexta posición con un 1,4 % de los votos —26 131 emitidos del 4 al 11 de febrero entre 12 525 a través de llamadas y 13 606 vía mensajes— y una audiencia de 12,8 millones de espectadores en la ceremonia final, siendo la emisión más vista de un concurso en España.
La SGAE publicó que los participantes de Operación Triunfo contribuyeron a mejorar el mercado de la música grabada en España, con ventas que superaron los tres millones de álbumes. El sencillo «Mi música es tu voz», interpretado por todos los participantes, fue la canción que más se popularizó del concurso, convirtiéndose en número uno de Los 40 Principales. Gracias a ello, se editó el libro oficial del concurso que vendió en dos meses más de 300 000 ejemplares. Además, se vendieron 230 000 copias de la primera cinta de vídeo del concurso y la edición de 200 productos oficiales. Los participantes también colaboraron con el Ministerio de Medio Ambiente de España en la campaña de prevención de incendios forestales. Por otra parte, con la Real Federación Española de Fútbol grabaron la canción oficial de España para la Copa Mundial de Fútbol de 2002, estrenada en la final de la Copa del Rey en el Estadio Santiago Bernabéu de Madrid. Después de la actuación, fueron recibidos por sus Majestades los Reyes de España, don Juan Carlos I, doña Sofía de Grecia, y del entonces príncipe Felipe VI.
La gira de Operación Triunfo, a la que acudieron más de medio millón de personas, se presentó en lugares como el Palau Sant Jordi de Barcelona, el Estadio Olímpico de La Cartuja de Sevilla, o el Estadio Santiago Bernabéu. Este último concierto fue emitido por televisión. Finalizada la gira, el 20 de septiembre se proyectó en más de 300 salas de cine el documental OT: la película, que resume la vida de todos los participantes durante la gira de Operación Triunfo. El documental también fue emitido por televisión, visto por 4 millones de espectadores. El concurso se alzó como un fenómeno de la televisión en España, siendo el más rentable de la historia, premiado con el TP de Oro y el premio Ondas al mejor programa.

### 2002: La fuerza del sol
En 2002 presentó su primer álbum La fuerza del sol de la mano de Vale Music. Entró al tercer puesto de la lista de ventas española que elabora Promusicae tras los primeros discos de Álex Ubago y David Bisbal. Su primer trabajo fue disco de oro e incluyó dos canciones compuestas por ella y su hermano.
Su primer sencillo fue Bésame, canción dedicada supuestamente a su pareja y el álbum incluye otros temas como No por él (con su amiga Rosa López) o Qué bonito, que fueron promocionados en televisión. En el verano del mismo año realizó una gira de setenta conciertos junto a David Bustamante.
A finales de año viajó con Nuria Fergó a Guatemala para conocer los avances solidarios de una campaña de Intervida.

### 2003-2004: Lluvia y El Amor Brujo
En 2003 actuó junto a Mai Meneses de Nena Daconte en la gala Generación OT. Ese mismo año decide terminar su contrato con Academia de Artistas, la agencia de management del programa.
A finales de año presenta su nuevo álbum Lluvia con nueva discográfica: O'Clock Music (una filial de Vale Music). El álbum incluye tres temas compuestos y producidos por ella. Las casualidades del destino hicieron que su padre, Octavio, falleciera en la semana de lanzamiento de su segundo disco.
El álbum tuvo dos sencillos No hay otro amor y Tal vez. Fueron conocidos en la época por sus videoclips. El primero de ellos dedicado a la libertad de amar y en el que aparecían parejas homosexuales besándose. Su gira en solitario tuvo más de una veintena de conciertos e inició el 14 de mayo de 2004 en Talavera de la Reina (Toledo) y finalizó el 5 de septiembre del mismo año en Lorca (Murcia). 
Entre 2003 y 2004 fue imagen del Elche CF. 
En diciembre de 2004 se presentó el disco El Amor Brujo de Manuel de Falla, interpretado por la Orquesta Barroca Valenciana y en el que Verónica fue la voz solista. Esta obra se puso en escena por primera vez el 27 de septiembre de 2003 en el Gran Teatro de Elche.

### 2005: Residencia en Londres y trabajos en cine
De enero a agosto de 2005 residió en Londres, Reino Unido. Acudió a clases de inglés, baile, guitarra e interpretación. 
En 2005 se estrenó en canales autonómicos el telefilme Las Palabras de Vero del director Octavi Masià. En él, Verónica se interpreta a sí misma y a la artista que admira una niña con síndrome de Down que coprotagoniza la película.
Posteriormente apareció en Fin de Curso (Happy hour) del director Miguel Martí (que ya dirigió sus videoclips). Fue estrenada en cines españoles el 15 de julio de 2005 en España. En el filme interpreta a Sandra, una alumna del Liceo Español de Lisboa que pertenece al grupo de estudiantes que prefiere irse de viaje de fin de curso a París frente al grupo de vividores que optan por ir a Benidorm.

### 2006-2007: Serotonina
En 2006 fue finalista en el concurso televisivo Supervivientes: Perdidos en el Caribe de Telecinco presentado por Jesús Vázquez. La gala final del concurso fue seguida por 3.661.000 de espectadores, obteniendo un 30.5% de cuota de audiencia. Verónica Romero quedó segunda con un 44.6% de los votos. 
Ese mismo verano fue portada de la revista masculina MAN y rodó la película El secreto de la abuela. En ella interpreta a Miriam, un pequeño papel secundario. Participa en la banda sonora original con tres canciones compuestas e interpretadas por ella. 
Siguiendo el consejo de su fallecido padre, creó su propio sello discográfico. Con él, lanzó en otoño su álbum Serotonina. Sus sencillos fueron Sería imposible y A cuatro ruedas. Para el videoclip de la primera se tomaron imágenes del concierto de la Sala Heineken de Madrid. 
En 2007 lanzó una reedición de su álbum: Más serotonina precedida del sencillo Conectado a mi y acompañada de un videoclip. En éste aparecieron algunos de sus seguidores y el jugador del Atlético de Madrid Antonio López. 
Colaboró junto a MSN y Microsoft en la descarga de este sencillo a través de una página web creada especialmente para la ocasión. Todo lo recaudado fue destinado a la Fundación Theoroda para ayudar a la reconstrucción del terremoto en Perú. Conectado a mi fue catorce semanas no consecutivas (diez consecutivas) número uno en descargas en MSN Music. El tema es el sencillo más descargado de la historia de MSN Music España y consiguió la certificación de Disco de Platino en descarga digital.

### 2008-2009: Limited Edition y residencia en Miami
Entre 2008 y 2009 Verónica se estableció en Miami. Posteriormente grabó seis canciones que finalmente editó en un EP físico titulado Limited Edition. Estos temas fueron vendidos en sus conciertos de diciembre de 2009. Año y medio después serían incluidos, junto a unas demos grabadas en Los Ángeles: su siguiente disco de estudio conformado por diez canciones grabado entre Miami y Los Ángeles y de título Limited Edition Plus. Todas las canciones fueron de su autoría en música y letra. Entre estos temas destaca su sencillo Será tarde (Quisiera volver) que incluye un videoclip grabado en Nueva York. 
En 2009 fue prenominada en la 10th Latin Grammy Awards en cuatro categorías y en la 52rd Grammy Awards en cinco categorías. Destacó su firma por ASCAP y su showcase de presentación en el Hard Rock Café de Miami, donde se puso a la venta por primera vez Limited Edition. A finales de ese año participó en galas y en el concierto Hope for the Homeless.

### 2010-2015: Tastes Like Chocolate y residencia en Los Ángeles
En 2010 fijó su residencia en Los Ángeles. En este tiempo, coescribió varios temas junto a cantantes y grabó nuevas canciones presentadas en conciertos en Hollywood en salas como el Hard Rock Café de Hollywood Boulevard, el Cid o el Avalon. 
En 2011 grabó la maqueta para varias canciones que presentó a través de YouTube y Soundcloud: Contigo o sin ti (con Anand Bhatt), Queen Bee, Robotronic Love, Confession, Light Crusader, Pulse y Fiesta.
En 2012 presentó el sencillo Tastes Like Chocolate, un sencillo compuesto por 7 versiones de la canción en inglés y español bajo el mismo nombre. De estilo pop bailable y comercial, este sencillo precedió al EP que lanzó al mercado con otros cinco remixes. Dave Matthias (Rihanna, Paulina Rubio) y Jeff Barringer (Duran Duran, Cher, Depeche Mode) realizaron las remezclas del tema. Verónica presentó la canción en Estados Unidos y España en diversos programas de televisión. Tastes Like Chocolate alcanzó el primer puesto en categoría pop y el top5 en la categoría música general de Itunes España.
Adicionalmente al sencillo y pocos meses después, lanzó la nueva versión de Tastes Like Chocolate (Loverushuk Remix), disponible en Spotify.
En 2012 graba el dúo Hoy igual que ayer para un álbum de Oscar Morgado. Su compañero David Bustamante también participó con otro dúo en el disco, pues ambos trabajaron con él en su gira de 2002.
En 2013 realizó una gira de conciertos norteamericana y española de verano a otoño. A finales de año presentó Nada se compara a ti, su siguiente sencillo.
En 2014 continuó su andadura en Los Ángeles realizando conciertos y actuaciones. Presentó nuevos temas como La imperfección perfecta (Perfectly Imperfect), Defuse this bomb, Take me home tonight, Mi Inspiración o Numbers (escuchadas en radios independientes norteamericanas y en SoundCloud). En junio de 2014 coescribió junto a Joan Pla la canción Goddess of love.
En 2015 lanzó el sencillo Worth the wait con una versión en español Por ti esperaré. La versión en inglés cuenta con un videoclip grabado en Los Ángeles. Durante el verano del mismo año, actuó en los Special Olympics World Games 2015 celebrados en Los Ángeles. También abrió varios de los conciertos del cantante pop Daniel Bedingfield, hermano de Natasha Bedingfield.

### 2016-2017: OT:El Reencuentro y residencia en España
En 2016 trabajó en el estudio junto a Lucas Vidal, joven compositor español ganador de dos Premios Goya. En la primavera del mismo año realizó conciertos en España y Estados Unidos. La cantante presentó dos nuevos sencillos: Tu sonrisa junto a un videoclip grabado en Los Ángeles y Lo mejor de mi. Durante el mismo año participó en los documentales y el concierto de OT: El Reencuentro (TVE) así como en Tu cara me suena en Antena 3 junto a Rosa López en una imitación de ABBA del éxito internacional Dancing Queen.
Durante este tiempo compuso la canción Army of one con Phil Collen, guitarrista de la banda inglesa Def Leppard.
En 2017 lanzó el sencillo Superhero grabado en Australia y colaboró de forma esporádica en el programa Hora Punta de TVE.

### 2018-2019: Gira australiana "Hello World" y proyectos en España
En 2018 fue la presentadora de los conciertos Vampi Tour (el espectáculo de la serie Chica Vampiro de Disney Channel) en España. Durante el año fue colaboradora de la emisora Radio4G y participó con dos temas en la banda sonora del filme Sin rodeos de Santiago Segura, protagonizado por Maribel Verdú y producido por Atresmedia Cine. En paralelo, su nuevo sencillo A reason to stay empezó a promocionarse en galas televisivas y en las plataformas digitales. 
Ese mismo año presentó por primera vez en concierto su próximo trabajo discográfico Hello World en Australia. Verónica escribió también un tema junto a Adrian Schinoff, productor de Pablo Alborán. En otoño realizó promoción de su álbum en la televisión australiana y realizó una segunda gira de conciertos en ese país. Actuó en Sídney, Melbourne, Townsville o Cairns.
En 2019 lanzó el sencillo No other love (like you) junto a un nuevo videoclip grabado en Sídney. El tema es una versión en inglés de su conocido tema No hay otro amor (primer sencillo de su segundo disco Lluvia).
Durante su paso por Australia grabó el disco Hello World producido por David Jacobsen. Como ya ha manifestado Verónica, este trabajo requiere de un importante apoyo por parte de la industria musical. Cuando vea la luz, contará con canciones tales como Hello World, Take me home tonight, Army of One, Numbers y The voice, entre otras.

### 2020-2021: Si te quedas y El valioso secreto que esconde tu sonrisa (libro)
En 2020 presentó el sencillo Si te quedas a través de la discográfica Sonogrand y junto al cantautor italiano Paolo Vallesi. Compuesto por ella misma, el tema es una balada pop.
A finales de 2020 lanzó su primer libro El valioso secreto que esconde tu sonrisa disponible a través de su página web, en librerías y en plataformas digitales.
El lanzamiento de su libro incluyó la reedición de su sencillo Si te quedas (saltamos al vacío) en solitario junto a un videoclip interactivo grabado en Barcelona donde se puede elegir el final.
En 2021 publicó la segunda edición de su libro El valioso secreto que esconde tu sonrisa con un cambio de portada, actualizado y con contenido adicional. El libro contiene una reseña de la presentadora Anne Igartiburu. En esta edición, Verónica quiso brindar un homenaje a su compañero Àlex Casademunt dedicándole un nuevo capítulo añadido.

### 2022: Goddess of Love y Mi Inspiración
En 2022 lanzó Goddess of Love (un maxisencillo compuesto por tres versiones del mismo sencillo). Goddess of Love tiene versión spanglish, inglés y español Diosa del Amor. El lanzamiento de este sencillo incluyó un videoclip grabado en diferentes localizaciones de Valencia. La canción refleja el empoderamiento de la mujer bajo una base musical pop-dance producida por su mánager australiano David Jacobsen.
En septiembre de 2022 presentó un nuevo sencillo Mi Inspiración, una canción donde Verónica ha reflejado todo su agradecimiento y amor incondicional hacia sus aficionados y las personas que le han brindado su apoyo durante sus más de 20 años de carrera musical. El lanzamiento del sencillo incluyó un videoclip grabado en Suiza durante los meses de verano, así como una versión del sencillo en inglés My Inspiration. La producción nuevamente fue a través de David Jacobsen y la composición de la letra es de la artista junto a Stephen Gage y Benjamín Scala.

### 2023: Army of One - Eurovisión San Marino, Fórmula Abierta, Sencillo No es un adiós, Alma y el camino del despertar
El año 2023 comenzó para la cantante con varios proyectos musicales.
En enero es seleccionada para participar en el casting de Una voce per San Marino con su canción Army of One compuesta junto a Phil Collen, guitarrista de la banda inglesa Def Leppard. Verónica consiguió llegar hasta las semifinales entre más de mil artistas inscritos provenientes de 31 países diferentes para representar a San Marino en Eurovisión 2023. Finalmente y tras su debut en el escenario de Una voce per San Marino con su canción Army of One, no llegó a ser seleccionada para representar a San Marino.
Gracias a esta oportunidad, Verónica aprovechó la ocasión para lanzar en todas las plataformas digitales su sencillo Army of One. La canción fue número 1 en las listas de rock de iTunes y también se mantuvo dentro del top 5 en las listas generales de iTunes.
Durante el año, Verónica Romero se une a la nueva formación de Fórmula Abierta con su compañera de edición Geno Machado (la única integrante que permanece en el grupo musical desde sus inicios). El grupo cuenta también con la incorporación de Enrique Anaut, concursante de la segunda edición de Operación Triunfo. Fórmula Abierta cumple 20 años de trayectoria musical y la ocasión es celebrada con una gira de conciertos por todo el territorio nacional. En febrero de 2023 salió a la venta una nueva versión del éxito de verano Te quiero más.
En marzo de 2023 la artista lanzó un nuevo sencillo No es un adiós junto a un videoclip en el que han participado rostros como Miriam Díaz-Aroca y Jaime Nava.
No es un adiós también incluye una versión en inglés Not Goodbye. La canción es el acompañamiento de banda sonora del segundo libro escrito por la cantante: Alma y el camino del despertar (una novela fantástica sumergida dentro del terreno de la espiritualidad y del crecimiento personal).
En octubre de 2023 Verónica publica Alma y el camino del despertar, una obra llena de magia, humor y amor, en la que Verónica te acompaña en una sorprendente aventura en el bosque ofreciéndote herramientas para un viaje hacia tu interior.

### 2024-presente: Sencillos Candela y Pa' Chula Yo
En 2024 revisó la icónica canción Candela de los 2000 actualizada por el productor Miguel Linde. Mantiene la esencia pop latina que hizo popular a la canción original. El lanzamiento Candela viene acompañado de videoclip.
En 2025 presenta con videoclip su nuevo sencillo Pa' Chula Yo junto a Aritz Arén. Presenta un acercamiento claro a sonidos más actuales. Sus últimos videoclips son dirigidos por Rubén Errebeene.

## Discografía

### Álbumes de estudio
- 2002: La fuerza del sol
- 2003: Lluvia
- 2004: El Amor Brujo
- 2005: Serotonina
- 2011: Limited Edition Plus

Extended Plays
- 2009: Limited Edition
- 2011: Demo Collection
- 2012: Tastes like Chocolate
- 2022: Goddess of Love

### Sencillos
| - 2002 - Qué bonito - 2002 - Bésame - 2002 - No por él (con Rosa López) - 2003 - No hay otro amor - 2004 - Tal vez - 2004 - Magnético - 2006 - A cuatro ruedas - 2006 - Sería imposible - 2007 - Conectado a mí - 2008 - Quisiera volver - 2009 - Hola mundo - 2009 - Latidos - 2010 - Un corazón más roto - 2010 - Flechazos en el corazón - 2011 - Mientras duermes - 2011 - Curaré tu herida - 2011 - Contigo o sin ti (con Anand Bhatt) - 2012 - Tastes like chocolate - 2012 - Sabor a chocolate | - 2012 - Quisiera volver - 2013 - Nada se compara a ti - 2015 - Worth the wait - 2016 - Lo mejor de mí - 2016 - Tu sonrisa - 2017 - Superhero - 2018 - A reason to stay - 2018 - My number - 2019 - No other love (like you) - 2020 - Si te quedas (con Paolo Vallesi) - 2021 - Si te quedas (saltamos al vacío) - 2022 - Goddess of Love - 2022 - Mi inspiración - 2023 - Army of One - 2023 - No es un adiós - 2024 - Candela - 2025 - Pa' Chula Yo (con Aritz Arén) |

### Operación Triunfo
- 2001 - Operación triunfo: Discos de las galas (Vale Music)
- Gala 1: I finally found someone (con Naím Thomas)
- Gala 2: Lady Marmalade (con Gisela Lladó y Chenoa)
- Gala 3: Walking on sunshine (con Natalia Rodríguez)
- Gala 4: Quiero vivir la vida amándote (con David Bustamante)
- Gala 5: Guilty (con Naím Thomas)
- Gala 6: No more tears (enough is enough) (con Rosa López)
- Gala 7: Nothing compares 2 U
- Gala 8: Oye mi canto (con Gisela Lladó y Rosa López)
- Gala 9: Stop (con Chenoa)
- Gala 10: Take my breath away
- Gala 11: Regresa a mí
- Gala 12: People
- Gala 13: Contigo en la distancia
- Gala 14: One day I'll fly away
- 2001 - Mi música es tu voz (sencillo) (Vale Music)
- 2001 - Operación triunfo: El álbum (Vale Music) - Last Christmas (con Naím Thomas), Mi música es tu voz, Lucharé hasta el fin, Dile que la quiero con David Civera, En Navidad con Rosana, Oh, happy day, Feliz Navidad, Do they know it's Christmas?
- 2002 - Operación triunfo canta Disney (Vale Music) - Colores en el viento, Parte de tu mundo (con Nuria Fergó) y Quiero ser como tú
- 2002 - Operación triunfo: el disco del deporte (Vale Music) - Go west (con Mireia Montávez, Naím Thomas y Javián), Vivimos la selección y Puedes llegar
- 2002 - Operación triunfo: el álbum de Eurovisión (Vale Music) - Waterloo (con Natalia Rodríguez) en el Popurrí de Eurovisión
- 2002 - Operación triunfo: en concierto (Vale Music)
- 2002 - Vivimos la selección (sencillo) (Vale Music)
- 2002 - Todos contra el fuego (sencillo) (Vale Music)
- 2003 - Generación OT: Juntos (Vale Music) - Una rosa es una rosa (con Mireia Montávez y Mai Meneses)
- 2003 - Generación OT: En concierto (Vale Music)
- 2006 - Las 100 mejores canciones de la historia de OT (Universal y Sony Music)
- 2008 - SingStar OT (videojuego-PS2) (Universal)
- 2016 - OT El Reencuentro (CD + DVD) (Universal)
- 2017 - OT 2017: Gala Especial (Universal) - I finally found someone (con Roi Méndez) y Lady Marmalade (con Gisela Lladó, Ana Guerra y Mimi).

## Videografía
- 2002 - Bésame
- 2003 - No hay otro amor
- 2004 - Tal vez
- 2006 - Sería imposible
- 2007 - Conectado a mi
- 2009 - Alguien en quién pensar (de la serie "Puiu")
- 2009 - Someone to think about (de la serie "Puiu")
- 2012 - Quisiera volver (Será tarde)
- 2013 - Tastes like chocolate
- 2014 - Worth the wait
- 2016 - Tu sonrisa
- 2019 - No other love (like you)
- 2020 - Si te quedas (con Paolo Vallesi)
- 2021 - Si te quedas (saltamos al vacío)
- 2022 - Goddess of Love
- 2022 - Mi Inspiración
- 2023 - Army of One
- 2023 - No es un adiós
- 2024 - Candela
- 2025 - Pa' Chula Yo (con Aritz Arén)

## Giras
- 2002 - Gira Operación Triunfo - 27 conciertos
- 2002 - Gira Bustamante y Verónica - 78 conciertos
- 2002 - 2003 - Gira La fuerza del sol - 55 conciertos
- 2004 - 2005 - Gira Lluvia - 32 conciertos
- 2006 - 2007 - Gira Serotonina Tour - 32 conciertos
- 2008 - 2009 - Gira Más Serotonina - 15 conciertos
- 2010 - 2013 - Gira Limited Edition - 50 conciertos
- 2013 - 2014 - Gira Chocolate - 25 conciertos
- 2015 - 2016 - Gira Tu sonrisa - 16 conciertos
- 2018 - Gira Australia - 15 conciertos
- 2021 - 2023 - Gira Acústica España - 18 conciertos
- 2023 - Gira Fórmula Abierta - 20 conciertos
- 2025 - Gira en concierto (toti producciones)

## Filmografía
- 2001 - 2002 - Operación Triunfo (TVE). Concursante
- 2002 - Triunfomanía (TVE). Programa semanal. Ella misma
- 2002 - OT: En concierto (TVE). Ella misma
- 2002 - OT: la película (Filmax). Película. Ella misma
- 2003 - Padrinos para el triunfo (TVE). Gala solidaria. Ella misma
- 2003 - Operación Eurovisión (TVE). Programa semanal. Ella misma
- 2004 - Las palabras de Vero. Película de televisión dirigida por Octavi Masià
- 2005 - Fin de curso. Película dirigida por Miguel Martí
- 2006 - El secreto de la abuela. Película dirigida por Belén Anguas
- 2006 - Supervivientes: Perdidos en el caribe (Telecinco). Finalista
- 2009 - El excesivo consumo de estrógenos. Corto de Patxi Basabe (Junto a Karra Elejalde y Aitor Ocio)
- 2009 - 2016 - ¡Qué tiempo tan feliz! (Telecinco). Invitada esporádica
- 2016 - OT El Reencuentro (TVE). Ella misma
- 2016 - OT: El reencuentro en concierto (TVE). Concierto emitido
- 2016 - Tu cara me suena (Antena 3). Imitación ABBA
- 2017 - 2018 - Hora punta (TVE). Colaboradora esporádica
- 2019 - Viva la vida (Telecinco). Programa semanal. Ella misma
- 2022 - Atrápame si puedes (Telemadrid y Canal Sur). Concurso. Ella misma
- 2022 - Especial Eurovisión (À Punt). Programa especial. Ella misma
- 2022 - Mediafest Night Fever (Telecinco). Cantante acompañante. Ella misma
- 2024 - Ni que fuéramos Shhh (Ten). Invitada